# Jacques Lacaze (homme politique, 1752-1793)
Pour les articles homonymes, voir Jacques Lacaze et Lacaze.
Jacques Lacaze, né le 4 juin 1752 à Libourne (province de Guyenne, actuel département de la Gironde), mort guillotiné le 10 brumaire an II (31 octobre 1793) à Paris, est un homme politique de la Révolution française.

## Biographie
La monarchie constitutionnelle mise en application par la constitution du 3 septembre 1791 prend fin à l'issue de la journée du 10 août 1792 : les bataillons de fédérés bretons et marseillais et les insurgés des faubourgs de Paris prennent le palais des Tuileries. Louis XVI est suspendu et incarcéré, avec sa famille, à la tour du Temple.
En septembre 1792, Jacques Lacaze, alors négociant et administrateur de la Gironde, est élu député suppléant du département, le premier sur six, à la Convention nationale. Il est appelé à siéger dès le début de la session afin de remplacer Emmanuel-Joseph Sieyès, qui opte pour le département de la Sarthe. 
Il prend part aux institutions de la Convention girondine. En octobre 1792, il est élu membre du Comité de commerce. En janvier 1793, en qualité de membre de ce comité, aux côtés de ses collègues Jean-Marie Merlino (député de l'Ain) et de Marc Giraud (député de la Charente-Inférieure), il est élu membre du Comité de défense générale. 

Il siège sur les bancs de la Gironde. Lors du procès de Louis XVI, il vote la réclusion, se prononce contre l'appel au peuple, mais ne participe pas au dernier appel nominal, relatif au sursis à l'exécution de la peine. Il déclare lors du troisième appel : 
La réclusion jusqu'à la paix, ou jusqu'à ce que l'indépendance de la république fût reconnu, le bannissement ensuite.
Le 13 avril 1793, il vote en faveur de la mise en accusation de Jean-Paul Marat. Celui-ci le dénonce un mois plus tard, dans son journal, comme « membre de la faction des hommes d’État ». Le 28 mai, il est absent lors du scrutin sur le rétablissement de la Commission des Douze. 
Le 3 octobre 1793, après le rapport de Jean-Pierre-André Amar (député de l'Isère), membre du Comité de sûreté générale, Lacaze est décrété d'accusation devant le tribunal révolutionnaire. Il comparaît du 3 au 9 brumaire an II (du 24 au 30 octobre 1793), est condamné à mort le 9 brumaire et guillotiné le 10 (le 30 et le 31 octobre).